# Pierre Vidal (illustrateur)
Pour les articles homonymes, voir Pierre Vidal et Vidal.
Marie Louis Pierre Vidal est un peintre, graveur et illustrateur français, né à Tours le 3 juillet 1849 et mort à Paris en 1913 ou 1929.
Il est surtout connu pour ses illustrations d'œuvres de Prosper Mérimée, Honoré de Balzac, Pierre Louÿs.

## Biographie

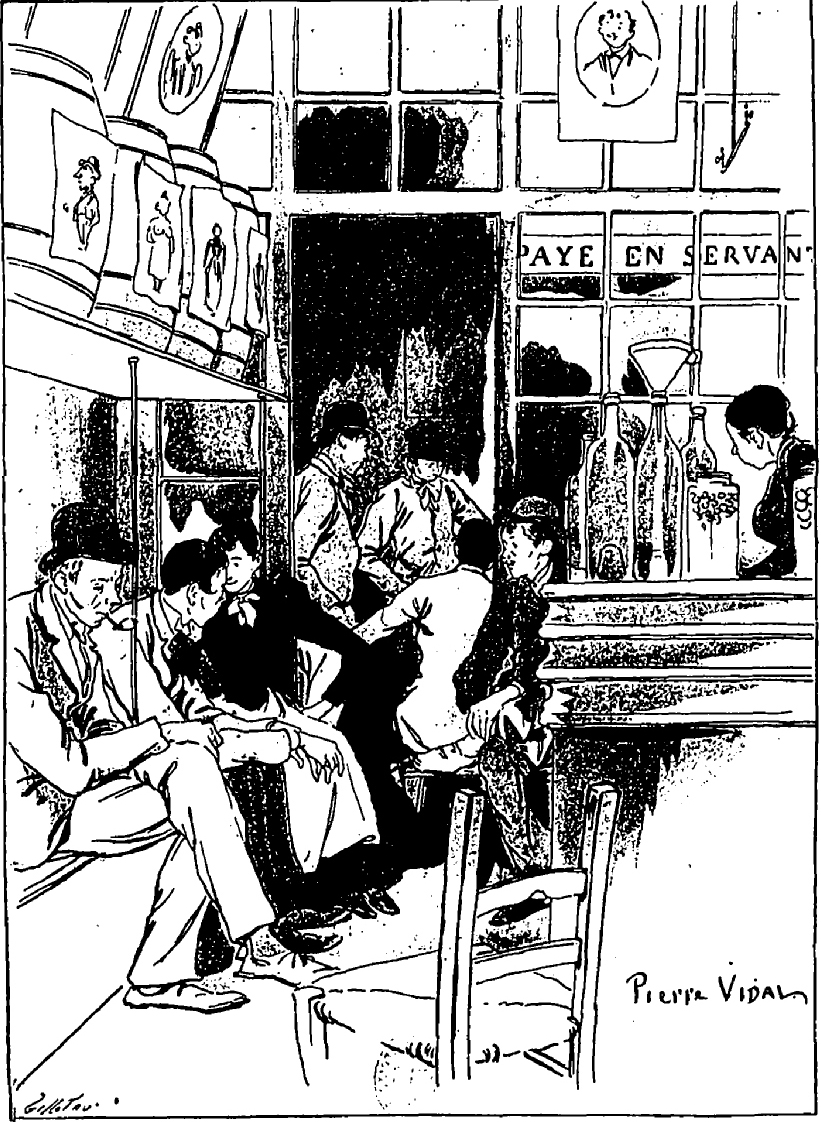
Le « mannezingue » du cabaret du Père Lunette rue des Anglais à Paris.

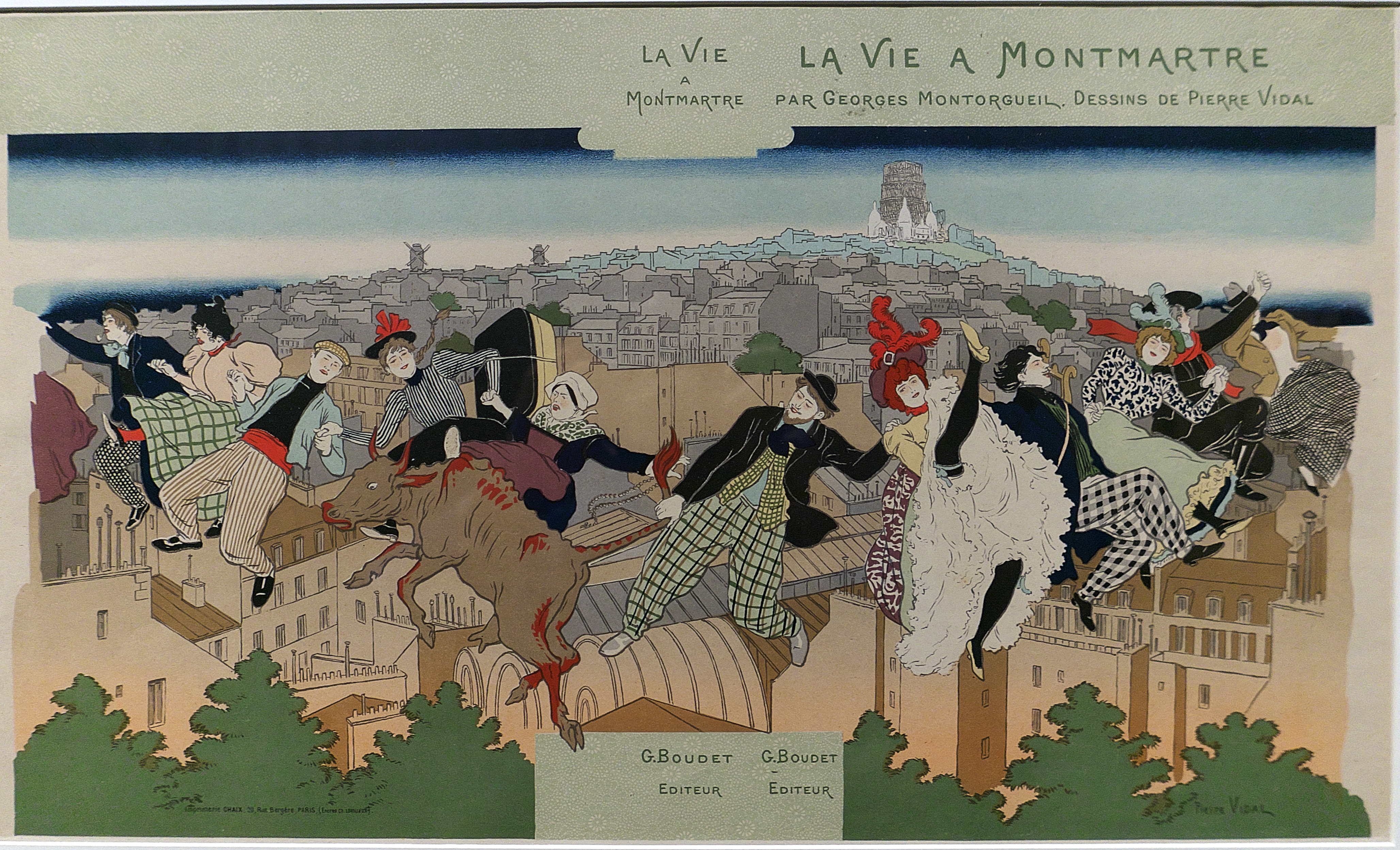
La Vie á Montmartre (1897)

Pierre Vidal naît à Tours le 3 juillet 1849, d'un père employé aux contributions directes et d'une mère d'origine angevine.
Après une licence en droit, il se détourne du métier de juriste et prend des cours de dessin et de gravure dans l'atelier d'Alfred Cadart. Il expose pour la première fois au Salon de Paris en 1874 pour Cadart, et ce jusqu'en 1880, des séries d'eaux-fortes, puis au Salon des artistes français en 1882, quatre dessins destinés à illustrer une édition du Salammbô de Gustave Flaubert ; son adresse parisienne indiquée est le 46 rue des Moines. Toujours à ce même salon, il expose en 1887 et 1906 des illustrations ; sa dernière adresse connue est le 18 square des Batignolles.
Attaché au Cabinet des estampes de la Bibliothèque nationale de France à partir de 1876, il a laissé un témoignage très détaillé sur les costumes, l'ameublement, les coiffures de la Belle Époque, avec une production abondante d'aquarelles et d'eaux-fortes.
Pierre Vidal meurt, selon les sources d'autorité, soit à Paris en 1913 soit en 1929 (où il semble bien qu'il y ait confusion avec un homonyme).

## Vie privée
Il épouse à Paris 9e le 18 février 1879 Joséphine Marie Clémentine Pomier, dont un fils, Joseph Paul Pierre, né le 20 juillet 1872 et mort pour la France le 31 mars 1916,.

## Ouvrages illustrés
- Célestin Port, Dictionnaire de Maine-et-Loire, illustré de 100 planches, Angers, Lachèse et Dolbeau, éditeurs, [1880].
- Léon Séché, Joachim Du Bellay : le petit Lyré, Angevins et Bretons de la Loire, origine et généalogie de la famille Du Bellay, description de l'ancien manoir du poète, les ruines du château de La Turmelière, notice bio-bibliographique, huit sonnets nouveaux : documents nouveaux et inédits, eaux-fortes, Didier, 1880.
- Collection « Les Heures parisiennes », préface de Henri Beraldi : Paris qui crie (1890), Paris qui consomme (1893), édité par G. Chamerot.
- Marie-Louise Riboulet, Éliette suivi de Aventures de deux jeunes Bretons, illustré de 48 dessins, Firmin-Didot, [1893].
- Octave Uzanne, La Femme à Paris. Nos Contemporaines, Ancienne Maison Quantin, 1894.
- Olga de Pitray, Le Petit Marquis de Carabas, illustré de 50 dessins, Firmin-Didot, [1895].
- Fernand Vandérem,  La Patronne, Librairie de l'Amateur 1896.
- Georges Montorgueil : La Vie à Montmartre, Boudet et Tallandier, 1896.
- Émile Molinier, Un coin de la Bibliothèque nationale, Imprimerie de l'Art, 1892.
- Honoré de Balzac : Modeste Mignon, Gambara, L'Illustre Gaudissart, La Vieille Fille, Le Chef-d'œuvre inconnu, (…) ; illustrations publiées originellement chez Paul Ollendorff à partir de 1902 (nombreuses rééditions).
- Émile Goudeau, Parisienne idylle, avec 33 figures gravées, Charles Meunier, Maison du livre, 1903.
- Henri Meilhac [1866], Contes parisiens du Second Empire, préface de Louis Ganderax, avec des eaux-fortes, Les Amis des livres, 1904.
- Guy de Maupassant, En famille, avec trente-deux compositions en couleurs, A. Blaizot, 1905.
- Pierre Louÿs, Les Aventures du roi Pausole, avec 82 compositions, Librairie Blaizot, 1906.
- Alphonse Daudet, La Comtesse Irma, illustrations et gravures en couleurs, A. Romagnol, 1907.
- Henri Murger, Le Pays latin, Calmann-Lévy, 1909.
- Paul Margueritte, La Tourmente, Arthème Fayard, [1910].
- Prosper Mérimée, Carmen.